# 金龙坪街道
金龙坪街道是中华人民共和国湖南省衡陽市雁峰区下辖的一个街道办事处。

## 行政区划
金龙坪街道下辖以下村级行政区划单位：
金桥村管理处社区、茶园村管理处社区、茅叶村管理处社区、长塘村管理处社区、湘江农场管理处社区和金龙村管理处社区。